# Perales
Perales is een gemeente in de Spaanse provincie Palencia in de regio Castilië en León met een oppervlakte van 27,46 km². Perales telt 97 inwoners (1 januari 2016).

## Demografische ontwikkeling
Bron: INE, 1857-2011: volkstellingen
Opm.: In 1857 werden de gemeenten Villafruela en Villaldavín aangehecht